# Isaac Vitré
Isaac Vitré, né le 23 mai 1931 à Orléans, est un coureur cycliste français. Professionnel de 1954 à 1959, il a notamment remporté le Grand Prix de Plouay en 1957.

## Palmarès sur route

### Par années
- 1953
  - 3e de Paris-Pacy
- 1954
  - 3e du Grand Prix des Nations
  - 3e du Grand Prix de Suisse
  - 3e du Chrono de Lugano
- 1955
  - 2e étape du Circuit du Morbihan
  - 2e des Boucles de la Seine
- 1957
  - 1re étape du Tour de l'Aude
  - Grand Prix de Plouay

### Résultats sur le Tour de France
1 participation 
- 1955 : abandon (8e étape)

## Palmarès sur piste

### Championnats nationaux
| - 1953 - Champion de France de poursuite amateurs - 1955 - 3e du championnat de France de poursuite amateurs - 1956 - 3e du championnat de France de poursuite amateurs | - 1958 - 3e du championnat de France de poursuite amateurs - 1959 - 3e du championnat de France de poursuite amateurs |

### Championnats régionaux
- 1952
  - Champion d'Île-de-France de poursuite
- 1953
  - Champion d'Île-de-France de poursuite